# (4493) Naitomitsu
(4493) Naitomitsu es un asteroide perteneciente al cinturón de asteroides, descubierto el 14 de octubre de 1988 por Takuo Kojima desde la Estación Chiyoda, Japón.

## Designación y nombre
Designado provisionalmente como 1988 TG1. Fue nombrado Naitomitsu en honor a "Mitsu Naito" madre de la primera astronauta japonesa, Chiaki Mukai. Mitsu Naito es conocida como "Madre de los astronautas", siendo cariñosamente querida por todos los astronautas japoneses.

## Características orbitales
Naitomitsu está situado a una distancia media del Sol de 3,024 ua, pudiendo alejarse hasta 3,238 ua y acercarse hasta 2,810 ua. Su excentricidad es 0,070 y la inclinación orbital 9,005 grados. Emplea 1921 días en completar una órbita alrededor del Sol.

## Características físicas
La magnitud absoluta de Naitomitsu es 11,3. Tiene 16,809 km de diámetro y su albedo se estima en 0,207.